# Mikiko Hara
Mikiko Hara (原 美樹子, Hara Mikiko), née dans la préfecture de Toyama en 1967, est une photographe japonaise.

## Biographie
Diplômée de l'université de Keio en 1990, Hara étudie à l'école de photographie de Tokyo jusqu'en 1996,,.
Utilisant un appareil photo moyen format, Hara prend des photos des gens qu'elle rencontre à l'extérieur, dans le train, etc.
Comparant ses photographies avec celles de Rinko Kawauchi, Ferdinand Brueggeman écrit : « La photographie de Mikiko Hara est poétique, mais elle a un thème différent. Elle parle de la distance et de l'isolement des personnes dans les espaces publics – en particulier des femmes.

## Expositions

### Expositions personnelles
- Is as It. Gallery le Deco (Shibuya, Tokyo), 1996[1],[2].
- Agnus Dei. Ginza Salon Nikon (Ginza, Tokyo), 1998[1],[2].
- Utsuro no seihō (うつろの製法?). Shinjuku Konica Plaza (arrondissement de Shinjuku, Tokyo), 2001. The Third Gallery Aya (Osaka), 2001[1],[2],[5].
- Hatsugo no shūen (発語の周縁?). Guardian Garden (Ginza, Tokyo), juillet 2004[1],[2],[6].
- Hysteric Thirteen publication exhibition. Place M (Shinjuku, Tokyo), août-septembre 2005[1],[2],[7].
- Humoresque. Appel (Kyōdō, Tokyo), 2006[1],[2].
- Blind Letter. Cohen Amador Gallery (New York), 2007[2],[8].
- Kumoma no atosaki (雲間のあとさき?). Gallery Tosei (arrondissement de Nakano, Tokyo), mai 2008[9].
- Blind Letter. Third District Gallery (Shinjuku, Tokyo), juin 2010[10].

### Autres expositions
- Puraibētorūmu 2: Shin sekai no shashin hyōgen (プライベートルーム2 新世代の写真表現?) = Private Room II: Photographs by a New Generation of Women in Japan. Contemporary Art Center, Art Tower Mito (Mito, préfecture d'Ibaraki), avril-juin 1999[1],[2],[11].
- Japan: Keramik und Fotografie: Tradition und Gegenwart. Deichtorhallen (de) (Hambourg), janvier-mai 2003[12].
- Pingyao International Photography Festival（Pingyao, China), 2004[1],[2].
- Nichijō kara no tabi ((日常からの旅?)). Shinjuku Epsite (Shinjuku, Tokyo), novembre-décembre 2005 (ja)[1],[2],[13].
- Absolutely Private: Contemporary Photography, vol 4 = (私のいる場所 新進作家展vol.4 ゼロ年代の写真論?). Musée métropolitain de photographie de Tokyo (Ebisu, Tokyo), mars-avril 2006[1],[2],[14].
- A Private History. Fotografisk Center (en) (Copenhague), septembre 2007 - janvier 2008[1],[2],[15].
- Sangyō toshi Kawasaki no ayumi 100-nen (産業都市・カワサキのあゆみ100年?). Kawasaki City Museum (Kawasaki), 2007[1],[2],[16],[17].
- Shashin no genzai, kako, mirai: Shōwa kara kyō made (写真の現在・過去・未来 昭和から今日まで?). Yokohama Civic Art Gallery (Yokohama), décembre 2009[1],[18].
- Shibui: Six Japanese Photographers 1920s-2000. Stephen Cohen Gallery (Los Angeles), avril-juin 2009. Consulté le 1er mars 2013[19].

## Collections permanentes
- Bibliothèque nationale de France, Paris[1],[2],[20].
- Getty Museum[1].

## Titre
- Hysteric Thirteen. Tokyo: Hysteric Glamour, 2005.